# 呪怨
『呪怨』（じゅおん）は、2000年に発売された清水崇監督・脚本によるホラーのビデオ作品。また、これを原作とする2003年1月25日に単館系で公開されたホラー映画。劇場版は、2003年8月23日に続編が公開された。
登場するキャラクター佐伯伽椰子の声やその子供である佐伯俊雄の姿は見るものに強烈なインパクトを残し、映画『リング』の山村貞子と並んでコントパロディに使用されることが多い。

## 『呪怨』の沿革
2000年2月、東映ビデオより東映Vシネマ『呪怨』が発売された後、連続リリースとして4月に『呪怨2』が発売された。ビデオ版は記録的に売れなかったが、「怖い」と口コミで評判が広がり映画化が決定した。ビデオが全く売れなかったため、東映ビデオは映画版から手を引いたが、ハリウッド版リメイク化権の莫大な収益が入ってきたという。
清水が劇場版『呪怨』の製作に取りかかる2003年、東宝映画『リング』のリメイク版『ザ・リング』をアメリカで大ヒットさせた映画プロデューサーのロイ・リーから、『呪怨』を是非ともハリウッドでリメイクしたいという話が出た。劇場版第2作『呪怨2』の製作準備中に、リメイク版のプロデュースにサム・ライミが名乗りを挙げていることがリーから伝えられ、清水本人にリメイク版も監督して欲しいと依頼された。このような経緯から『THE JUON/呪怨』（2004年）が完成。アメリカ公開初日に関係者の予測をはるかに超える好成績を収めたことで、公開日からわずか3日後にすぐ続編の製作が決定した。こうして清水が監督するハリウッド版第2作『呪怨 パンデミック』（2006年）が公開されたが、ハリウッド版第3作の企画進行中に、自分はプロデューサーにまわって監督は他の人の委ねたいと話した。その理由をビデオ版から数えて既に6作も『呪怨』を作り続け、「もういい加減に飽きたから」と語っている。
2009年にビデオスルー映画として、ハリウッド版第3作『呪怨 ザ・グラッジ3』が完成。清水は監督から退いて製作総指揮にまわった。日本でもDVD販売のみで劇場未公開となっている。『呪怨』10周年を記念して、同年6月27日から日本で劇場版最新作『呪怨 白い老女』、『呪怨 黒い少女』の2作が同時公開、さらに同年夏にはWii用ゲームソフト『恐怖体感 呪怨』が発売された。これらの作品において清水崇は原案と監修を担当しており、これまでの作品のように監督や脚本として直接的に携わっていない。
2020年7月には、Netflixオリジナルドラマ『呪怨: 呪いの家』が配信された。清水は関与していないが、『呪怨』シリーズを初期からプロデュースしている一瀬隆重と、ビデオ版の監修をした高橋洋が参加している。

## あらすじ
この世に強い怨念を残して死んだ女性・佐伯伽椰子が、その呪いを人々に伝播させるオムニバス形式のドラマである。
伽椰子は大学時代の同級生・小林俊介に片思いし、後年になって自分の息子・佐伯俊雄が通う小学校教師になっていたことを知る。伽椰子は元来思い込みが強いストーカーだったせいもあり、学生時代から俊介への想いを大学ノートに綴り続けていたのだが、教師になった俊介に再会したことで思い入れが再燃焼。より狂信的にノートへの書き込みを始める。
2人目の子供（女の子）を熱望していた伽椰子の夫である佐伯剛雄だが、なかなか伽椰子が妊娠しないことを不審に思って産婦人科を訪れた際、自らが「乏精子症」である事実を知る。担当医の「妊娠する確率は数％です」との発言に、俊雄の父親が自分ではないという妄想に取りつかれる（実際には伽椰子の男性経験は剛雄のみで、俊雄の父親は紛れもなく剛雄であった）。
剛雄は、伽椰子のノートを偶然見てしまったことから、嫉妬に狂って暴力を振るうようになる。俊雄という名前が小林俊介の「俊」と自分の「雄」を取って付けられたものであると判断し、妄想を肥大化させた剛雄は、俊雄の父親が小林であるという結論に達する。剛雄は、これまで可愛がっていた息子にも憎悪の感情を剥き出しにするようになり、息子にも暴力を振るうようになる。
ある日、ついに剛雄は猛烈な虐待の果てに伽椰子を惨殺。カッターで彼女の喉や全身を切り裂き、2階に一時放置した。この時点では伽椰子は絶命に至っておらず、半死半生のまま這って階段下まで降りて逃げたのだが、追ってきた剛雄にとどめを刺された。父の連日の虐待で傷付いていた俊雄は、この現場を2階の手すりの間から目撃したため押入れに隠れる。押入れに隠れている最中に俊雄は、母親によって「向こう側の世界」に連れて行かれた（清水崇監督の談話より）。剛雄は数日後に伽椰子に呪い殺され、変死体で発見された。
以後、佐伯家は「無人の家」となり、次々と入居者が引っ越してくるが、その家人や親族、事件の捜査をした刑事たち全てが伽椰子の呪いで死んでゆくことになる。ビデオ版2作と、劇場版2作の合計4タイトルはすべてストーリーが繋がっている。
- ビデオ版は、伽椰子と小林俊介、佐伯剛雄の3人を巡る怨念の解明、佐伯家に引っ越してきた一家と仲介した不動産屋の悲惨な顛末を描写したもの。
- ビデオ版の2作目エピローグで、無人の佐伯家2階に上がりこんで遊んでいた女子高生たちの話は、映画の方へ受け継がれている。
- 劇場版1作目は新たに佐伯家に越してきた一家と、介護施設から派遣されてきた女性スタッフの話がメイン。
- 劇場版2作目は怪奇物のTV特番のために、いわく付きの佐伯家を取材に訪れたTVクルーと女優一行に伽椰子の呪いが降りかかる。

なお、『学校の怪談G』（スペシャルドラマ、のちにビデオ化）の中に収録の短編「片隅」には伽椰子が、「4444444444」には俊雄が登場してそれぞれが被害者を出しており、そのエピソードはビデオ版のストーリーにも繋がっている。

## 作品解説
日本ホラーでは、霊の直接的な露出を避ける傾向にあるが、『呪怨』シリーズでは直接的な霊の登場がかなり多く、どれも恐ろしいものばかりである。清水監督は「笑われるほどに幽霊を出しまくるのが呪怨のコンセプトである」と語っている。
キャラクター設定
劇中で俊雄がミャーと猫の鳴き声をあげるのは、可愛がっていた黒猫の「マー」を、父親が殺したことが関係しており、虐げられた弱い者同士の霊が惹かれあって、俊雄とマーが一体化したためである（以上は、小説版の記述より。映像では詳しく触れられていない）。
舞台
“呪怨の家”の住所は「東京都練馬区寿町4-8-5」（『終わりの始まり』以降は「神奈川県川崎市高津区寿町4-8-5」）という設定になっているが、現実にそのような地名は存在しない。

## 呪怨（ビデオ版）
2000年オリジナルビデオ作品、BOX東中野で2000年3月18日 レイトショー公開

### 製作
1997年10月から映画美学校に通い始めた清水は、課題作品として3分間の短編を撮ることになり、以前から企画を温めていた作品『家庭訪問』を制作する。不登校児童の家を担任教師が訪れ、すでに夫に殺害されていた母親の死体が2階から這って降りて来る話で、これが『呪怨』の原型になっている。この課題作品で女の幽霊役を探していた清水が、舞台女優をしている友人の紹介で出会ったのが、後に伽椰子を何年にもわたって演じ続けた藤貴子であった。『呪怨』で藤と共演した柳ユーレイは「藤さん、最高ですよね。普段はおとなしそうなのに、メイクをするともう凄い。生で見ても迫力ありますよ。現場では“気持ち悪ィ～！”なんて言ってました」と、その演技力を語っている。
映画監督 黒沢清からの誘いで、清水は1998年放送のテレビ番組『学校の怪談G』で、短編『片隅』と『4444444444』を撮った。清水にとって初めての商業作品だった短編を気に入った『リング』のプロデューサー一瀬隆重は、東映Vシネマのホラー2本を清水に監督するよう持ちかけてきた。何か怖い企画を、と一瀬から言われた清水は『学校の階段G』を撮る時に考えた幾つかのアイデアを基に、『家庭訪問』に色々な要素を加えることにした。東映ビデオからは、中田秀夫の心霊ホラー映画『女優霊』（1996年）にあやかって『呪怨霊』というタイトルを指示されたが、ホラーブームに乗って「～霊」と付けた二番煎じにすることが癪だった清水は、『呪怨』に決めた。出演者の柳ユーレイも、「『女優霊』と『リング』とホラー映画が続いていたので、『呪怨』の話も、その延長で来たんだろうなと思った」と話している。三輪ひとみと三輪明日美姉妹は、“崇（たかし）”の文字が“祟（たたり）”に似ていることから、清水のことを「タタリさん」と呼んでいたという。

### キャスト
- 小林俊介 - 柳ユーレイ
- 田村瑞穂 - 栗山千明
- 由紀 - 三輪ひとみ
- 村上柑菜 - 三輪明日美
- 佐伯俊雄 - 小山僚太
- 佐伯伽椰子 - 藤貴子
- 佐伯剛雄 - 松山鷹志
- 村上強志 - 安藤一志
- 村上典子 - 吉行由実
- 小林真奈美 - 優恵
- 北田良美 - 藤井かほり
- 北田洋 - 翁華栄
- 中村先生 - 洞口依子
- 吉川刑事 - でんでん
- 神尾刑事 - 諏訪太朗
- 飯塚刑事 - 芹澤礼多
- 手塚 - 木内淳一
- 事務員 - 斎藤繭子
- 監察医 - 並樹史朗
- 鈴木響子 - 大家由祐子
- 鈴木達也 - 芦川誠

### スタッフ
- 監督・脚本：清水崇
- 監修：高橋洋
- プロデューサー： 一瀬隆重、高島正明、加藤和夫
- 撮影：木次信仁
- 音楽：ゲイリー芦屋
- 照明：岡秀雄
- CGディレクター：是枝勉
- ノンリニアワーク編集：スタジオ・プラスエー
- 製作：東映ビデオ
- 美術・装飾:坂入蛇虎(さかいりじゃこ)

## 呪怨2（ビデオ版）
2000年。ビデオオリジナル作品、BOX東中野で2000年3月25日 レイトショー公開

### 製作
東映ビデオの『呪怨』と『呪怨2』は、最初から2本撮りで撮影スケジュールは10日間。そのうち1日は撮休のために、実質9日間で全てを撮り切ることになった。ビデオがリリースされて間もない頃、他社から『呪霊』というビデオ作品が発売されたため、東映ビデオ担当者から「すいません監督、パクられました」と報告を受けた清水は、もともとこの作品も最初は『呪怨霊』というパクり同然のタイトルだったじゃないか、と思い全く気に留めなかった。
『呪怨2』のメインキャスト大家由祐子は、自身は怖がりな性格でありながらも、人を怖がらせることは好きだったため、伽椰子の呪いで異常になって行くシーンはノリノリで演じた。大家はわずか10日ほどで撮影した『呪怨』、『呪怨2』が後に新作として映画化され、さらにハリウッドでリメイクされる展開に信じられない気持ちだったという。
2000年のレイトショー公開以降は永らくスクリーンで上映される機会がなかったが、2021年12月にEJアニメシアター新宿で開催された企画「3夜連続名作ホラー上映＆トークイベント」の最終日（12月29日）に上映され、清水崇と藤貴子が舞台挨拶に立った。

### キャスト
- 鈴木響子 - 大家由祐子
- 鈴木達也 - 芦川誠
- 北田良美 - 藤井かほり
- 小林俊介 - 柳ユーレイ
- 佐伯俊雄 - 小山僚太
- 佐伯伽椰子 - 藤貴子
- 佐伯剛雄 - 松山鷹志
- 北田洋 - 翁華栄
- 鈴木信之 - 郭智博
- 鈴木泰二 - 水村泰三
- 鈴木ふみ - 松風はる美
- 小林真奈美 - 優恵
- 吉川刑事 - でんでん
- 神尾刑事 - 諏訪太朗
- 飯塚刑事 - 芹沢礼多
- 佐藤 - 石川健太
- 橋本 - 冬雁子
- 直輝 - 市原隼人
- トシ - 豊留章裕
- 薫 - 米澤史織
- 絵美 - 宮崎真汐
- 吉川の妻 - しみず霧子
- 配達員 - ダンカン
- 事務員 - 斉藤繭子

### スタッフ
- 監督・脚本：清水崇
- 監修：高橋洋
- プロデューサー：一瀬隆重、高島正明、加藤和夫
- 撮影：木次信仁
- 音楽：ゲイリー芦屋
- 照明：岡秀雄
- CGディレクター：是枝勉、
- ノンリニアワーク編集：スタジオ・プラスエー
- 美術・装飾:坂入蛇虎(さかいりじゃこ)

## 呪怨（劇場版）
2003年1月25日公開。キャッチコピーは総毛立つ快感。

### 製作
ビデオリリースされた『呪怨』、『呪怨2』に対する東映ビデオの反応は芳しいものではなく、宣伝に力を入れてもらえず、ビデオはあまり売れなかったと清水は回顧している。だがレンタルビデオなどで観た人の間では評判が良く、口コミでジワジワと『呪怨』の怖さは広まって行った。プロデューサーの一瀬が「これ、映画にする気ある？」と清水に話したことから劇場版の制作に繋がった。清水は映画館にお客を呼ぶために、また出資してもらうためにも、有名な俳優に出てもらわなければと考えた。
主演を務めた奥菜恵の弁によると、撮影中に役柄について話し合ったことはあまりなく、本当にホラー映画になるのかと思ったぐらい楽しい現場だったという。撮影期間は一週間だった。数多くの映画に出演していた津田寛治はホラー映画初体験となり、本作のオファーを受けてからビデオ版2巻を観て、「ちょっと壮絶な作品だな」と思いつつも取り組むことにした。自分が俊雄を怖がらなければいけない撮影の時、立ったまま眠そうな尾関優哉が演技を始めなかったため、「俊雄くん、“ニャー”は？」と小声で教えた。
劇場版『呪怨』シリーズには“裏テーマ”があると清水はいう。人間を含めた動物が闇を恐れるのは、そこに天敵がいるのを感じるからで、「暗闇の向こう側に自分がいたら怖いだろうな」というのが本作の裏テーマだ。理佳はあの家で黒い伽椰子の影と目が合って気絶してから伽椰子に憑依され、俊雄は理佳の中に母親がいるから彼女に付いてきて、理佳も俊雄の姿が見える。最後のフラッシュバックで、自分が知らないはずの出来事が次々と蘇り、理佳は伽椰子に憑りつかれて同一化していたことを知る。そして伽椰子と同じく剛雄の手で殺されるのだ。
上映館のテアトル新宿では公開に先駆け、2002年12月17日に完成披露試写会を実施。監督の清水以下、奥菜恵、 市川由衣、伊東美咲、上原美佐と、尾関優哉が俊雄の扮装のまま登壇した。同日、この映画はアジア、ヨーロッパ10カ国での公開が決まっていると報じられた。公開初日には完成披露試写と同じ顔触れのキャスト、監督が舞台挨拶に登壇し、撮影中の『呪怨2』の主演・酒井法子も激励に駆けつけた。

### キャスト
- 仁科理佳 - 奥菜恵
- 徳永仁美 - 伊東美咲
- 遠山いづみ - 上原美佐（小学時代：小林朝美）
- 千春 - 市川由衣
- 佐伯俊雄 - 尾関優哉
- 佐伯伽椰子 - 藤貴子
- 佐伯剛雄 - 松山鷹志
- 徳永勝也 - 津田寛治
- 徳永和美 - 松田珠里
- 遠山雄治 - 田中要次
- 遠山容子 - 藤井亜紀
- 露木真理子 - 柴田かよこ
- 美雪 - 菊利友佳子
- 警備員 - 森下能幸
- 中川健一刑事 - 井上博一
- 五十嵐大介刑事 - 本田大輔
- 高宮沙織 - 小田切理紗
- 中野千晶 - 中條佳生里
- 武藤綾乃 - 小林加奈
- 福祉センター事務員 - 榊英雄
- 広橋 - 石倉力
- 斎藤 - 谷津勲
- 幸枝 - 磯村千花子
- エレベーターの女 - 大國千緒奈
- 女子アナ - 藤真美穂

### スタッフ
- 監督・脚本：清水崇
- 監修：高橋洋、黒沢清
- プロデューサー：一瀬隆重
- 撮影：喜久村徳章
- 編集：高橋信之
- 音楽：佐藤史朗
- キャスティング：山口正志
- 主題歌：推定少女「鍵が開かない」
- 製作会社：パイオニアLDC、日活、オズ、ザナドゥー
- 製作協力：あおぞらインベストメント
- 配給：東京テアトル、ザナドゥー

## 呪怨2（劇場版）
2003年8月23日公開。キャッチコピーは身の毛もよだつ絶頂。

### 製作
劇場版『呪怨』撮影中に、一瀬と食事を共にしていた清水は「2作目はどうする？」と聞かれて驚いた。まだ制作中の映画が完成もしていないからだ。「1作目が当たらなくても2作目は作るから、そのつもりで考えておいて欲しい」と一瀬から言われた清水も、まだ死んでいないキャラクターは続編に出せるかな？ と考えながら撮るようになっていった。結果的に劇場版『呪怨』は大ヒットしたため、すぐに続編に取りかかることになった。清水は2作目の主人公として酒井法子にオファーを出し、最初は断られたが直接会って話をする機会を設け、出演を漕ぎつけることが出来た。
ホラーが苦手だった酒井は、受け取った表紙に書かれた『呪怨』というタイトルを見ただけで最悪な気持ちになったものの、中身を読むと様々なキャラクターがランダムに出てくる構成が、タランティーノの映画『パルプ・フィクション』みたいで面白いと思った。劇場版2作目にも続投した市川由衣は、前作撮影中に2作目を撮ることすら知らなかったため、出演が決まって驚いた。2作目は自分のキャラクター千春をしっかり見せられる内容だったため、嬉しさを感じて気合が入ったという。2作目の制作中、上映が続いている映画1作目の興行成績や上映館の拡大が現場に次々と入ってくるため、撮影現場も活気が付いた。本作のポスターは伽椰子の単独ビジュアルになった。藤は「綺麗に撮られるよりも、こういう役で飾れたのは役者冥利に尽きます」と嬉しさを語った。
劇場版『呪怨2』の“裏テーマ”は母性愛である。交通事故で流産したはずの京子は、医師から順調に子供は育っていると言われて疑問を抱く。胎内にいるのは本当に自分の子供だろうか？ という妊婦の不安を描くため、前作の奥菜恵より少し年上の女優を探して酒井に出演を頼んだ。母性愛と忌まわしき胎内の気配を題材に、清水の脚本づくりはスムーズに進み、自作の中でも特に気に入った作品に仕上がったという。伽椰子の霊は京子の子宮に宿り、受肉して彼女の膣内から出てくる。分娩台の京子が股間から押し出す新生児に向かって、俊雄は「お母さん」と呼ぶのだ。出産場面は無理な姿勢のまま１日がかりで撮影したため、酒井は「ハッハッ、ハッハッと（分娩の呼吸を）やっているので、酸素過多になって産みの苦しみを味わいました。でも体当たりで出来たので、自分としては気に入ってるシーン」と撮影後に話している。一週間で撮り切った前作と違い、2作目は撮影期間が1ヵ月も設けられた。
映画公開初日は、ヴァージンシネマズ六本木ヒルズ（現・TOHOシネマズ六本木ヒルズ）で舞台挨拶が行なわれ、清水の他に酒井法子、市川由衣、新山千春、堀江慶、葛山信吾が登壇した。この時ハリウッド版リメイクを監督することが明らかになっていた清水は「英会話も勉強しつつがんばっています」と話した。清水と主演の酒井は、映画のプロモーションのため9月4日に韓国を訪れ、記者会見や舞台挨拶を行なって5日に出国すると中央日報が報じた。

### キャスト
- 原瀬京子 - 酒井法子
- 三浦朋香 - 新山千春
- 山下典孝 - 堀江慶
- 千春 - 市川由衣
- 大国圭介 - 葛山信吾
- 石倉将志 - 斎藤歩
- 大林恵 - 山本恵美
- 宏美 - 黒石えりか
- 原瀬亜紀 - 水木薫
- 石倉薫 - 結城しのぶ
- 石倉和正 - 影山英俊
- 相馬 - 中村靖日
- 渡辺 - 山上賢治
- 佐伯俊雄 - 尾関優哉
- 佐伯伽椰子 - 藤貴子
- 佐伯剛雄 - 松山鷹志
- 少女の伽椰子 - 鎌田悠、鎌田咲良
- DJ - 秀島史香
- 監督 - ジーコ内山
- 助監督 - 眞島秀和
- 産婦人科医 - 伊藤幸純
- 少年 - 松川尚瑠輝
- 幽霊少女役の俳優 - 戸田比呂子
- 音声 - 中村靖日

### スタッフ
- 監督・脚本：清水崇
- プロデューサー：一瀬隆重
- 撮影：喜久村徳章
- 照明：才木勝
- 編集：高橋信之
- 視覚効果：松本肇
- 美術：常盤俊春
- 音楽：佐藤史朗
- キャスティング：山口正志
- 主題歌：推定少女『間違い』
- 製作会社：パイオニアLDC、日活、オズ、角川書店、ザナドゥー
- 配給：東京テアトル、ザナドゥー

## 呪怨 白い老女
2009年6月27日公開。シリーズで唯一のR-15指定作品。DVDは2009年8月7日発売。
『呪怨（ビデオ版）』が『学校の怪談G』の短編作品とのあいだに関連性を持つ作品であるように、本作も『怪談新耳袋劇場版』の一篇「姿見」（三宅隆太監督、2004年8月公開）とのあいだに関連性をもつ。『呪怨 黒い少女』とならぶ番外編のために伽椰子や剛雄は登場しないが、俊雄のみ出演している（以前の作品の俊雄との関連は不明だが、エンドロールでは同姓同名の佐伯俊雄と表記。ただし、キャストは以前の作品とは異なる）。
キャッチコピーは呪いつづけて、10周年。

### 製作
一瀬から新しい『呪怨』を作りたいという話を持ちかけられた清水は、内心ではもう『呪怨』を引っ張らなくても良いだろうと思ったが、「10周年だから」と口説かれて、やる以上は口出しをしますよという姿勢で監修に関わることになった。伽椰子と俊雄の世界とは違ったものを作るということで、面白いものが出来そうだと考えたのだ。清水は脚本づくりや、仮編集を済ませたものを観て意見を出すなどして作品に参加した。タイトルの『呪怨 白い老女』『黒い少女』は清水の発案である。
2009年4月15日に、六本木のグランドハイアット東京で製作発表会見が行なわれ、キャストから南明奈、瀬戸康史、鈴木裕樹、中村ゆり、監督の三宅隆太と安里麻里、監修の清水崇にプロデューサーの一瀬隆重が出席した。清水は「三宅監督、安里監督とは以前から親交があったし、安心して新しい『呪怨』を任せられた」と話した。さらに6月24日にはプロモーションの一環で、南明奈のお祓い＆大ヒット祈願イベントが東映本社で開催された。
製作発表の席で一瀬が「もう一度、ビデオ版『呪怨』の怖さを出せたら」と発言したことから、『白い老女』を監督する三宅隆太は、これまでの『呪怨』の連鎖を断ち切って「続編でもリメイクでもない、“ネオ・呪怨”をどうやったら作れるか」を考えた。本作は『怪談新耳袋』で三宅が撮った「姿見」のプリクエルであり、両作品に登場する白い顔の老女は同一人物であるという。演じる役者も同じ人物だ。

### キャスト
- 柏木あかね - 南明奈（小学時代：笠菜月）
- 萩本文哉 - 鈴木裕樹
- 種村千穂 - みひろ
- 磯部淳子 - 中村愛美
- 磯部健太郎 - 大久保英一
- 金原由佳 - 福永マリカ
- 吉川真弓 - 雨宮チエ
- 磯部ハル - 星野晶子
- 磯部美帆 - あらいすみれ
- 平田修一 - 後藤康夫
- 川端悠介 - 枝川吉範
- 安川英樹 - 鈴木卓爾
- 磯部篤 - ムロツヨシ
- 柏木一 - 宮川一朗太
- 磯部未来 - 岩本千波
- 佐伯俊雄 - 宇都秀星

### スタッフ
- 原案・監修：清水崇
- プロデューサー：一瀬隆重
- 監督・脚本：三宅隆太
- 撮影：金谷宏二(J.S.C)
- 照明：藤川達也
- 美術：井上心平
- 編集：深沢佳文
- 録音：竹中泰
- CG：本田貴雄
- 音響効果：志田博英
- 音楽：ゲイリー芦屋
- キャスティング：山口正志
- 製作：東映ビデオ CELL
- 製作プロダクション：オズ

## 呪怨 黒い少女
2009年6月27日公開。DVDは2009年9月21日発売。「呪怨 白い老女」とリンクするストーリー構成になっている。
キャッチコピーは怨みつづけて、10周年。

### 製作
安里麻里は2008年の秋頃に、コンペ形式になるが新しい『呪怨』をやってみないか、と一瀬から誘いを受けた。もともと清水の『呪怨』のファンだった安里は、10年を迎えるこの作品はもっと遊べて発展できるのではないかと考え、「是非やりたい」と返事をし、自分でシノプシスを書いて提出した。オリジナルの『呪怨』は、家に関わった人が酷い目に遭う話なので、それを家ではなく1人の少女にしたらどうだろう？ と考えたのが『黒い少女』のアイデアの元となった。
本編中に白い少女と黒い少女が登場するが、同一人物か？ という質問に対し、安里は「芙季絵という生身の女の子が元々白い方で、その子の中に呪いを生む黒い方がいて、災いを起こす時には黒い少女として現れる」と解説した。また、同時上映される三宅監督の映画とのリンクにも言及し、「『白い老女』に、クシャクシャになった写真が登場するのですが、あの写真には7年前の『黒い少女』の真理子の一家が写っています。タクシーや携帯電話も、それに合わせて古い型を探してきました」と、本作の方が時代設定は先であることを明かした。
『白い老女』と『黒い少女』は2作品とも同じ日に公開されたため、新宿バルト9で2作合同の初日舞台挨拶が行なわれた。『白い老女』からは南明奈、鈴木裕樹、みひろ、三宅監督、『黒い少女』からは加護亜依、瀬戸康史、中村ゆり、安里監督が登壇した。

### キャスト
- 裕子 - 加護亜依
- 徹也 - 瀬戸康史
- 真理子 - 中村ゆり
- 季和子 - 高樹マリア
- 芙季絵 - 松本花奈
- 少年 - 小杉彩人
- 保健医 - 朝岡実嶺
- 精神科医 光山 - 佐藤貢三
- 真理子の息子 崇 - 土師野隆之介
- 真理子の夫 義之 - 舘昌美
- 綾乃 - 中園友乃
- 睦美 - 次原かな
- 隆太 - 重山邦輝
- 義雄 - 松嶋亮太
- 寒川 - 野村信次
- 美香 - 岩橋道子
- 横田 - 勝村政信
- 佐伯俊雄 - 宇都秀星

### スタッフ
- 原案・監修：清水崇
- プロデューサー：一瀬隆重
- 監督・脚本：安里麻里
- 撮影：早坂伸(J.S.C)
- 照明：藤川達也
- 美術：井上心平
- 編集：深沢佳文
- 録音：竹中泰
- 特殊造形：百武朋[52]
- CG：本田貴雄
- 音響効果：志田博英
- 音楽：ゲイリー芦屋
- キャスティング：山口正志
- 製作：東映ビデオ CELL
- 製作プロダクション：オズ

## 呪怨 終わりの始まり
2014年6月28日公開。全国122スクリーンで公開され、2014年6月28日、29日の初日2日間で興収8,575万8,200円、動員6万5,664人になり、映画観客動員ランキング（興行通信社調べ）で初登場第6位となった。その他、7月4日の台湾、7月10日の韓国をはじめとしてモンゴル、インドなどアジア14か国での公開も決定した。
キャッチコピーは肌が粟立つ恐怖の極点。日本発、世界を絶叫させた最恐ホラーシリーズ、再誕!。

### 製作
2014年2月26日、東京の赤城神社で、主演の佐々木希が製作発表とお祓いを行なった。この日、俊雄役の小学2年生・小林颯と初対面を果たし、「こんなに可愛いのに180度変わるんだと思うと凄い」と佐々木が話すと、小林も「佐々木さんを一生懸命怖がらせます」と宣言した。これまで『催眠』（1999年）、『感染』（2004年）、『シャッター』（2008年）と、多くのホラー映画を監督してきた落合正幸も、プロデューサーから『呪怨』に誘われた時は「一瞬、息が止まった」とのこと。落合は製作発表の席で「怨念や恨みもパワーアップさせて、よりアクティブにホラーを表現していきたい」と意気込みを語った。
3月13日には、ポスターやチラシに用いられるキービジュアルと、本編の場面写真が解禁になった。
主演に決まった佐々木は、ホラーが大の苦手で「（呪怨は）誰もが知っている作品なので、素直に嬉しかった」という反面、「どんな現場になるのか不安はありました」と公開前に語った。小学生の頃に東宝映画『リング』を観て以来、ホラー映画は全く観ておらず、本作の出演が決定した後も、参考資料として過去のシリーズを観ることもなかった。佐々木は「言い訳に聞こえるかも知れないけど、これまでに出演していた人の真似をしてしまいそうだったので…」と話している。一方のトリンドル玲奈はスタッフとの顔合わせで、すごく明るくて楽しい現場だと聞かされていたため、撮影にあたっての不安はなかった。
公開初日の6月3日には新宿バルト9で舞台挨拶が行なわれ、監督の落合と、佐々木希、青柳翔、トリンドル玲奈が登壇。本作で伽椰子を演じる最所美咲と、俊雄役の小林颯も、それぞれ劇中のメイクのままサプライズで登場した。

### キャスト
- 生野結衣 - 佐々木希[63]
- 宮越直人 - 青柳翔
- 七海 - トリンドル玲奈[64]
- 莉奈 - 金澤美穂
- 葵 - 高橋春織
- 弥生 - 黒島結菜
- 吉崎光子 - 大村彩子
- 寺田修子 - 池田昌子
- バスケットボール部の顧問 - 宮城大樹
- 佐伯剛雄 - 緋田康人
- 佐伯伽椰子 - 最所美咲
- 佐伯俊雄（山賀俊雄） - 小林颯
- 竹田美和（葵の姉） - 江田結香
- 竹田京介 - 袴田吉彦
- 乾教頭 - 石川真希

### スタッフ
- 原案・監修：清水崇
- プロデューサー：山口敏功、平田樹彦
- 監督：落合正幸
- 脚本：落合正幸、一瀬隆重
- 主題歌：鬼束ちひろ「祈りが言葉に変わる頃」[65][66]
- 撮影：岡田博文
- 照明：舘野秀樹
- 美術：尾関龍生
- 編集：深沢佳文
- 録音：松本昇和
- 特殊造形：松井祐一
- 音響効果：柴崎憲治
- 音楽：上野耕路
- 制作：ダブル・フィールド
- 配給：ショウゲート
- 宣伝：プレシディオ
- 製作：『呪怨 終わりの始まり』製作委員会（NBCユニバーサル・エンターテイメントジャパン、藤商事、ショウゲート、ギャンビット、アルテメイト）

## 呪怨 -ザ・ファイナル-
シリーズ完結編。前作『呪怨 終わりの始まり』のヒロイン・生野結衣の姉・麻衣が主人公。2015年6月20日公開。全国144スクリーンで公開され、初日2日間で興収7,806万3,400円、動員6万1,023人になり、映画観客動員ランキング（興行通信社調べ）で初登場第7位となった。
キャッチコピーは最恐が、終わる。

### 製作
2015年2月17日、平愛梨を主役に迎えた『呪怨』最終章の製作が発表された。記者会見には前作から引き続き監督を務める落合正幸と、主演の平、伽椰子と俊雄役を続投する最所美咲、小林颯が出席。落合は「観た後は3日ぐらい眠れなくなるような、洒落にならないぐらい怖いものを作りたい」と語り、究極の怖がり屋という平は「（シリーズ作品の）ファイナルなので、精一杯やらなきゃなという気持ちを強く思っている」と話した。
3月18日、本作におのののかが出演することが発表された。監督の落合は「画面映えする美貌と、恐怖を伝える眼力が圧倒的」と話し、「落合監督を筆頭にスタッフの皆さんの力を借りながら、まさに体当たりで演技しています」という、おののコメントも添えられた。
4月24日に『呪怨 -ザ・ファイナル- 』のポスタービジュアルが解禁され、絵菜という“重要な役どころ”の新キャラクターの登場が告知された。また5月4日には、前作『終わりの始まり』で主人公を演じた佐々木希が、同じ役で出演することが発表された。
2作品続けて伽椰子を演じた最所美咲は、「怨霊でありながら、人間の業のようなものがファイナルで少し出れば良いかなと思いながら演じた。（呪怨の）歴史上、最高の伽椰子にしてやろうと思いました」と役柄への思い入れを語り、クランクアップの日には落合から花束を渡されて号泣した。
6月8日には、ヒューマントラストシネマ渋谷で女子高生限定試写会が開催され、キャストの柳ゆり菜、おのののか、松浦雅の他、本作で俳優デビューしたYouTuberのHIKAKINが出席した。公開日の6月20日には、初日舞台挨拶が行なわれ、平愛梨、桐山漣、おのののか、柳ゆり菜、最所美咲、小林颯と、監督の落合が登壇。落合は「清水さんが（呪怨を）始められて10数年、脈々と呪いが蔓延しています。不幸の手紙のようなプレッシャーはありました」と話した。
また、6月12日から映画宣伝のテレビスポットを放送したが、わずか3日間で100件以上も「テレビCMが怖すぎる」と視聴者からクレームが寄せられ、17日から恐怖シーンが入っていないソフトなものに差し替えたと報道された。テレビ局や映画会社には、「ホラーが苦手なのに」「ご飯が食べられなくなった」「子どもが泣き出した」「夜眠れなくなる」などの苦情が殺到したが、差し替え前のCMは、冒頭に“心臓の弱い方はご注意ください”と警告を付ける配慮があったという。

### キャスト
- 生野麻衣 - 平愛梨
- 佐伯俊雄（山賀俊雄） - 小林颯
- 佐伯伽椰子 - 最所美咲
- 佐伯剛雄 - 緋田康人
- 玲央 - おのののか
- 北村奏太 - 桐山漣
- 碧 - 柳ゆり菜
- まどか - 松浦雅
- 生野結衣 - 佐々木希[79]
- 竹田京介 - 袴田吉彦
- 弥生 - 黒島結菜
- ファミレス店員 - HIKAKIN
- 絵菜 - RIMI　※子役
- 玲央の母 - 中原果南

### スタッフ
- 監督：落合正幸
- 脚本：一瀬隆重、落合正幸
- 主題歌：Double「Circle of Life」（アルテメイト）[80]
- プロデューサー：山口敏功、平田樹彦
- 撮影：岡田博文
- 視覚効果：松本肇
- 特殊造形：松井祐一
- 美術：尾関龍生
- 編集：深沢佳文
- 音響効果：柴崎憲治
- 音楽：配島邦明
- 制作：ダブル・フィールド
- 配給：ショウゲート
- 宣伝：プレシディオ
- 製作：『呪怨-ザ・ファイナル-』製作委員会（NBCユニバーサル・エンターテイメントジャパン、藤商事、ショウゲート、ギャンビット、巖本金属）

## 呪怨: 呪いの家
『呪怨:呪いの家』（じゅおん のろいのいえ、英題：JU-ON: Origins）と題したNetflixによる6話からなる連続ドラマが2020年7月3日から全世界配信された。監督は本作が初のホラー作品となる三宅唱。主演は荒川良々、ヒロインは黒島結菜。

### 製作
Netflixオリジナルシリーズとして、三宅唱が監督する新しい『呪怨』が同年夏より配信されることが2020年4月13日に発表された。主人公の心霊研究家役に荒川良々、ヒロインには黒島結菜が扮し、里々佳、長村航希、井之脇海、柄本時生、仙道敦子、倉科カナが出演することも併せて発表された。三宅はオファーを受けた時の気持ちを「Jホラーを牽引してきた方たちと一緒に仕事ができるチャンスが訪れたことは大きな喜びであり、身が引き締まりました」と語り、清水崇のビデオ版から関わっているプロデューサーの一瀬は「1本の映画では出来ないドラマシリーズで『呪怨』をやりたいと前から思っていたが、日本のテレビでは規制が多くて難しかった。Netflixから声をかけて頂いて、是非やりたいと即答した」と制作経緯を話した。
一瀬プロデューサーに三宅を紹介したのは、脚本を担当する高橋洋だった。三宅は高橋が教鞭を取る映画美学校の教え子だったのだ。一瀬も三宅が監督した映画『きみの鳥はうたえる』（2018年）を高く評価していたことから、すぐ採用が決まった。一瀬は今回の作品が従来のシリーズとどう違うのかを以下のように話した。「『呪怨』は清水崇の個性が出たおもちゃ箱的な所があり、半分笑って半分怖いというホラーでした。しかし他の監督がそのテイストで撮っても、ただのモノマネになってしまう。また最近、日本のホラーは怖くないと言われているので、今回は本気で怖いものを作ろうという話になりました」。
5月12日、『呪怨: 呪いの家』の配信日が7月3日に決まったことと、本作の場面写真9点が公開され、YouTubeにオフィシャル予告編がUPされた。
配信開始後の8月11日、今までコミカルな役柄が多かった主演の荒川は「今回の作品はホラー、ホラーした内容で、コメディ要素が微塵もないんです。なんで自分がキャスティングされたのか分からなくて（笑）」とインタビューで話し、自分が演じる小田島の人物像にについて「人間よりも怪奇現象に興味があるという人物で、台本を読んでも面白いセリフがないので戸惑いました。監督に言われた通り、本当に淡々と演じただけです」と語っている。

### キャスト

#### 主要キャスト
- 小田島泰男 - 荒川良々
- 本庄はるか - 黒島結菜
- 河合聖美(重松久美) - 里々佳
- 桂木雄大(小林勝次) - 長村航希
- 深沢哲也 - 井之脇海
- 久世真奈美 - 土村芳
- 辻井由佳 - 藤井武美
- 河合美奈 - 松岡依都美
- 野口匠 - 足立智充
- 水上芳恵 - 大和田南那
- 兵藤真衣 - 葉月ひとみ
- 真崎圭一 - 松嶋亮太
- 真崎千枝 - 久保陽香
- 灰田信彦 - カトウシンスケ
- 灰田景子 - 柳沢なな
- 重松俊樹 - 山田暖絆
- 高坂保 - テイ龍進
- 小田島耕吉 - 松浦祐也
- 諸角勇作 - 夙川アトム
- 諸角智子 - 安野澄
- 白い服の女 - 岩井堂聖子
- 「M」 - 柄本時生
- 深沢道子 - 仙道敦子
- 有安君江 - 倉科カナ

#### その他キャスト
- 司会者 - 夏木ゆたか
- 番組アシスタント - みひろ
- 佐光憲保 - 鎌田規昭
- 伊藤夏希 - 二井内玲海
- リポーター - 結城さなえ
- 銀行員 - 相馬有紀実
- 不動産屋 - 小澤雄志
- アナウンサー - 渡辺郁也
- 葬儀受付の男 - 奥野瑛太
- ディスコの客 - 井上翔太
- ディスコの客 - リーヨウコ
- 小児科医師 - 岡部尚
- 警察官 - 宮原尚之
- 脳外科医師 - 高瀬アラタ
- 現場監督 - 大宮将司
- 救急隊員 - 松井ショウキ
- 看護師 - 阿久澤菜々
- リポーター - 植田靖比呂
- 小田島泰男（5歳） - 加藤櫻華
- 小田島一葉 - 禾本珠彩
- 若い刑事 - 本間淳志
- 拘置所係官 - 骨川道夫
- 図書館司書 - 鰐淵恵美
- 新聞配達員 - 石橋侑大
- 佐々木篤 - 中村シュン
- 外国人労働者 - アンソニー
- 外国人労働者 - ハマオブラィ
- 外国人労働者 - カマルザリフ
- 娼婦 - 永井ちひろ
- 娼婦 - 河野知美
- 事務員 - 岩見美映
- 捜査員 - 宮田佳典
- 捜査員 - 柴田貴哉
- 引越し業者 - 木村知貴
- 引越し業者 - 松嶋健太
- 引越し業者 - 岩井克之
- 救急隊員 - 相田雄一郎

### スタッフ
- 監督	- 三宅唱[83]
- 脚本 - 高橋洋 / 一瀬隆重
- エグゼクティブ・プロデューサー - 山口敏功（NBCユニバーサル・エンターテイメントジャパン）、坂本和隆（Netflix）
- プロデューサー - 一瀬隆重[83]、平田樹彦
- 音楽 - 蓜島邦明
- 撮影 - 四宮秀俊
- 照明 - 永田英則
- 美術 - 尾関龍生
- 録音 - 小松将人
- 音響効果 - 柴崎憲治
- 編集 - 深沢佳文
- 視覚効果 - 松本肇
- 特殊造型 - スクリーミング マッド ジョージ

### 配信日程
| 配信回 | 配信日 | サブタイトル       |
| ------ | ------ | ------------------ |
| 第1話  | 7月3日 | 行ってはいけない家 |
| 第2話  | 7月3日 | 墜ちていくふたり   |
| 第3話  | 7月3日 | 窓辺にいた女       |
| 第4話  | 7月3日 | 連鎖する呪い       |
| 第5話  | 7月3日 | 忘れていた記憶     |
| 第6話  | 7月3日 | 屋根裏にいたもの   |

## 恐怖体感 呪怨（ゲーム版）
プレイヤーは佐伯家に引っ越してきた一家となり、その呪いを体験していくFPSホラーゲーム。全5ステージ。ゲーム進行は完全な一本道だが、条件を満たさないと進めない場面もある。時間制限はステージ毎に用意されている乾電池で表され、乾電池が全て無くなったらゲームオーバーになる。1 - 4ステージには隠しアイテムが存在しており、全てのアイテムを集めないと5ステージを選択できない。原作の監督である清水崇が「恐怖アドバイザー」として製作に参加しているが、映画とのつながりは何も無い。2Pモードでは2Pは脅かし役として参加でき、1Pプレイヤーを脅かせる。ステージクリア、もしくはゲームオーバーになるとそのプレイヤーのビビリ度とヘタレ度が表示される機能がある

### ステージ
- ステージ1：「迷い込んだ廃工場」 - 主人公：明穂
- ステージ2：「誰もいない病院」 - 主人公：美津子
- ステージ3：「廃団地の住人」 - 主人公：頼人
- ステージ4：「警備員の災難」 - 主人公：恒夫
- ステージ5：「呪われた我が家」 - 主人公：明穂

## 呪怨 THE LIVE（舞台版）
『呪怨 THE LIVE』が2023年8月12日から20日にかけて、こくみん共済coopホール／スペース・ゼロにて全14公演が行われた。佐伯俊雄役はクアトロキャストで、福田龍世と石井舜が出演する公演と、溝口凛瞳といおりが出演する公演に分かれている（それぞれ7公演である）。“体感型ライブエンタテインメント”と銘打たれており、席によって恐怖度は変わる。
ビデオ版『呪怨』と『呪怨2』をベースに、フジテレビの心霊ドラマ『ほんとにあった怖い話』の穂科エミが脚本を書き、朗読劇や舞台、テレビドラマなどで幅広く活躍する田邊俊喜が演出を務めた。清水崇からは「さんざん亜流の“名ばかり「呪怨」”が出回ってしまってますが…今回はきちんと事前にご相談いただいたし、生みの親として楽しみにさせていただきます」というコメントが寄せられた。

### キャスト
- 小林俊介 - 小松準弥
- 小林真奈美 - 大場美奈
- 鈴木達也 - あべこうじ
- 鈴木響子 - 原幹恵
- 鈴木信之 - 古賀瑠
- 神尾刑事 - 荒木健太朗
- 北田良美 - 越智ゆらの
- 北田洋 - 宮下幸生
- 吉川刑事 - 野添義弘
- 佐伯俊雄 - 福田龍世、石井舜、溝口凛瞳、いおり
- 佐伯伽椰子 - 佐々木心音
- 佐伯剛雄 - いしだ壱成
- 凶演者 - 斉藤ひかり、木原実優、真辺彩加、絃ユリナ、白石真菜、福島愛、CHIRI、柴崎菜々、和田望伶、鶴田彩

### スタッフ
- 原作：「呪怨」「呪怨2」（製作：東映ビデオ 脚本・監督：清水崇）
- 脚本：穂科エミ
- 演出：田邊俊喜
- 恐怖監修：五味弘文

## 関連書籍

### 小説（ノベライズ）
呪怨
著：大石圭、角川ホラー文庫、ISBN 978-4043572045
ビデオ版『呪怨』『呪怨2』と劇場版『呪怨』を小説化。達也の妹・鈴木響子が刑事の遠山響子になったり、脇役の徳永和美が主役でこれまでの事件を探ったり、鈴木信之が主役の回で剛雄の真奈美殺害場面が登場したりとオリジナル要素も多い。
単なるノベライズというだけでなく怨霊となった伽椰子の心情が描かれたりなど、ビデオ版・劇場版で明らかにされなかった部分が解明されていく「謎解き」のような内容となっている。
呪怨2
著：大石圭、角川ホラー文庫、ISBN 978-4043572052
劇場版『呪怨2』を小説化。巻末は袋閉じ仕様。こちらも上記の小説版同様に「謎解き」に近い内容となっている。オリジナル要素も追加。
呪怨/JUON―絶叫ホラーコミック!
（刊行：角川書店、漫画：清水崇・凛野ミキ・MEIMU), ISBN 978-4-04-853838-1
呪怨 パンデミック
著：大石圭 / レーベル：角川ホラー文庫 ISBN 978-4043572168
呪怨 白い老女
著：大石圭、角川ホラー文庫、ISBN 978-4043572205
劇場版『呪怨 白い老女』を小説化。
呪怨 黒い少女
著：大石圭、角川ホラー文庫、ISBN 978-4043572212
劇場版『呪怨 黒い少女』を小説化。

### 漫画
呪怨-video side-＜序章＞
漫画：凛野ミキ、ISBN 978-4048536714
ビデオ版「呪怨」1・2の村上一家の惨劇を中心に物語を展開する漫画版。
信之の父・鈴木達也が田村瑞穂の父の田村達也になったり、ビデオ版本編では未登場だった村上一家の父が登場したり、小林俊介が俊雄の家庭訪問で佐伯家を来訪して伽椰子に呪い殺される話が「事件発覚前に佐伯家を訪ねた俊雄の担任教師が行方不明になった」と少し語られる程度で剛雄の真奈美殺害が省略されたり等と本編との相違点やオリジナル要素が多い。
呪怨2
漫画：MEIMU、ISBN 978-4048536721
劇場版「呪怨2」が原作の漫画版。
呪怨 終わりの始まり
漫画：おりとかほり、ISBN 978-4091374073
「呪怨 終わりの始まり」が原作の漫画版。
呪怨 ザ・ファイナル
漫画：小室栄子、ISBN 978-4091374233
「呪怨 ザ・ファイナル」が原作の漫画版。

### その他
呪怨研究ブック 佐伯家の謎
著：「呪怨」制作委員会、扶桑社、ISBN 978-4594041922
劇場版『呪怨（2）』の謎を解読するファンブック（＝「謎本」）。特製付録は「伽椰子さん＆俊雄くんシール」。
最恐伝説呪怨
DVD付録、宝島社、ISBN 47966-35092
劇場版『呪怨2』までの情報を網羅したガイドブック。

## 関連イベント
- 映画『呪怨』『呪怨2』公開時には、テアトル新宿に「呪怨の家」（佐伯家）が併設された。
- 映画『THE JUON/呪怨』公開時には、新宿上映館であるミラノ座前の広場に特設お化け屋敷「恐怖の家」が併設された。同映画の入場チケット半券、前売り半券かモバイルサイトの提示で入場できた。公開初日には、清水崇監督がテープカットのセレモニーに参加した。外観にはスピーカーが取り付けられており、入場者が屋内で上げる悲鳴が聞こえるようになっていた。
- お化け屋敷
  - 東京ドームシティ内ラクーア「ザ・13ドアーズ」
    - 「呪怨の部屋」 - タイアップは映画『呪怨2』の内容。
    - 「呪怨 パンデミックの部屋」
- 体感型脱出ゲーム
  - 湯島アンダーコンストラクション
    - 「呪怨ー呪われた地下室の秘密ー」

  - 初台玉井病院スタジオ、世界館、モンキーパーク
    - 「呪怨×IBJ 恐怖の肝試しコン」

## テレビ番組
- 日経スペシャル ガイアの夜明け 日本映画の逆襲（2005年5月10日、テレビ東京）[93]。